# Eudonia ischnias
Eudonia ischnias là một loài bướm đêm trong họ Crambidae.